# عيشانه القبلية (حورة)
'

تعديل مصدري - تعديل

عيشانه القبلية هي إحدى قرى عزلة حوره بمديرية حورة التابعة لمحافظة حضرموت، بلغ تعداد سكانها 40 نسمة حسب تعداد اليمن لعام 2004.